# Viburnum corymbiflorum
Viburnum corymbiflorum är en desmeknoppsväxtart. Viburnum corymbiflorum ingår i släktet olvonsläktet, och familjen desmeknoppsväxter.

## Underarter
Arten delas in i följande underarter:
- V. c. corymbiflorum
- V. c. malifolium